# Krakonošova jeskyně
Krakonošova jeskyně je jednou z jeskyní u Horních Albeřic v Krkonoších.

## Popis
Vchod se nachází v prostoru Celního lomu a objeven byl v roce 1974. Svojí délkou 50-100 metrů je druhou nejdelší jeskyní v oblasti. Vchod ústí ve střední části severní stěny, odkud vedou dvě chodby k horní části jeskyně. Hlavní chodba má korozní charakter. Ve střední části je sintrová výzdoba. Jeskyně nebyla prozkoumána a pro veřejnost je tak nepřístupná.

## Galerie

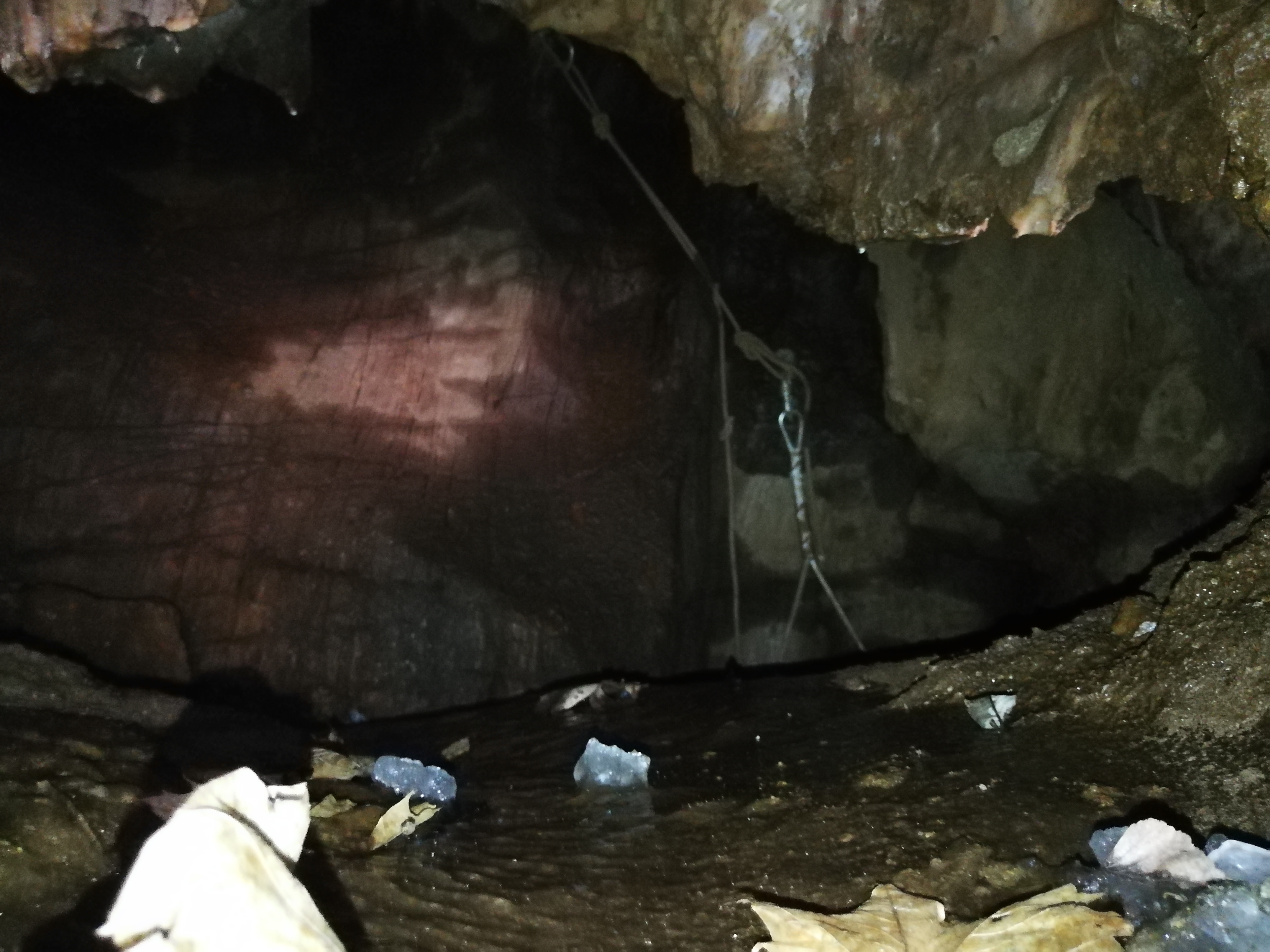
Úchyt v jeskyni
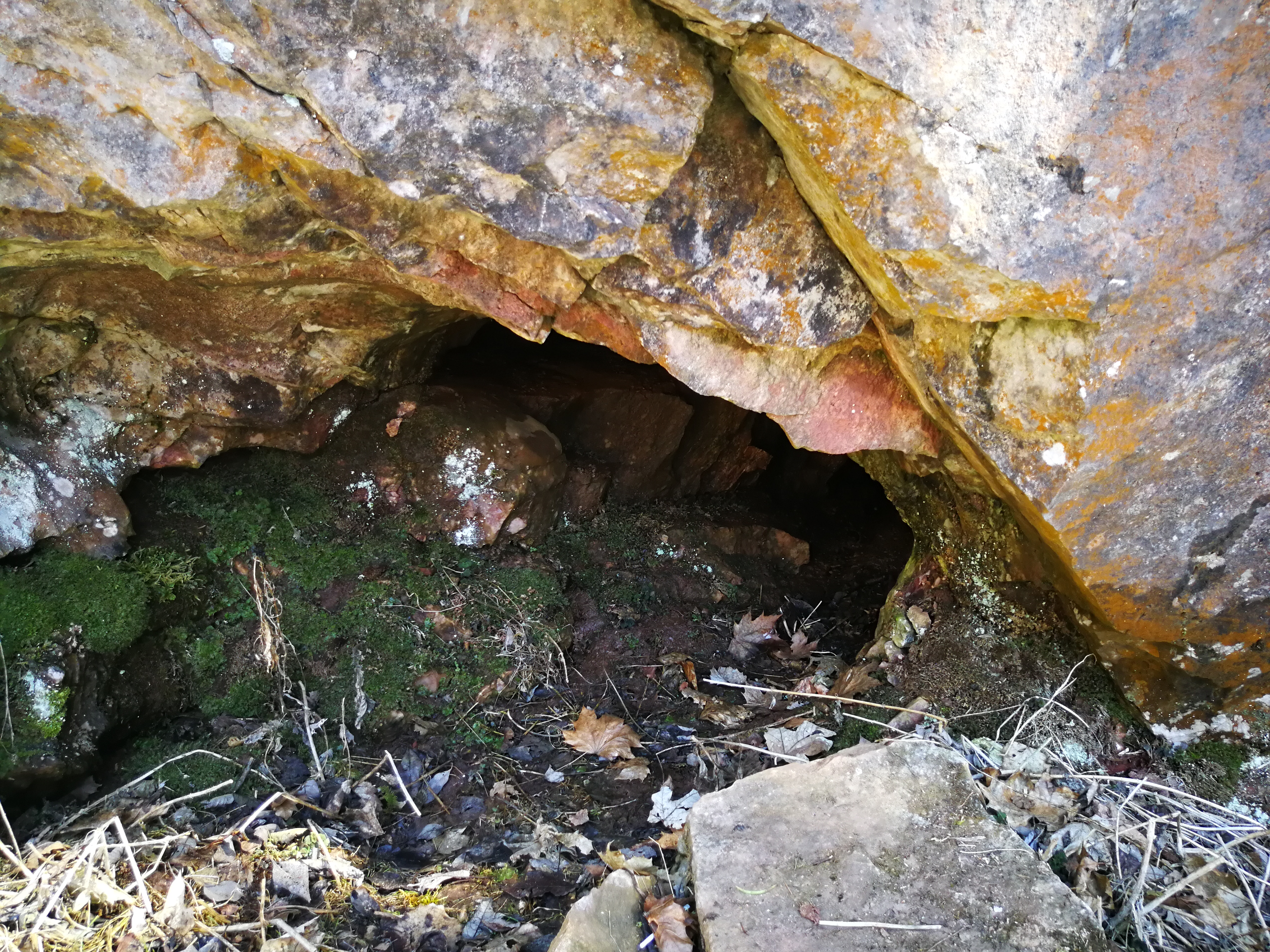
Vstup do jeskyně
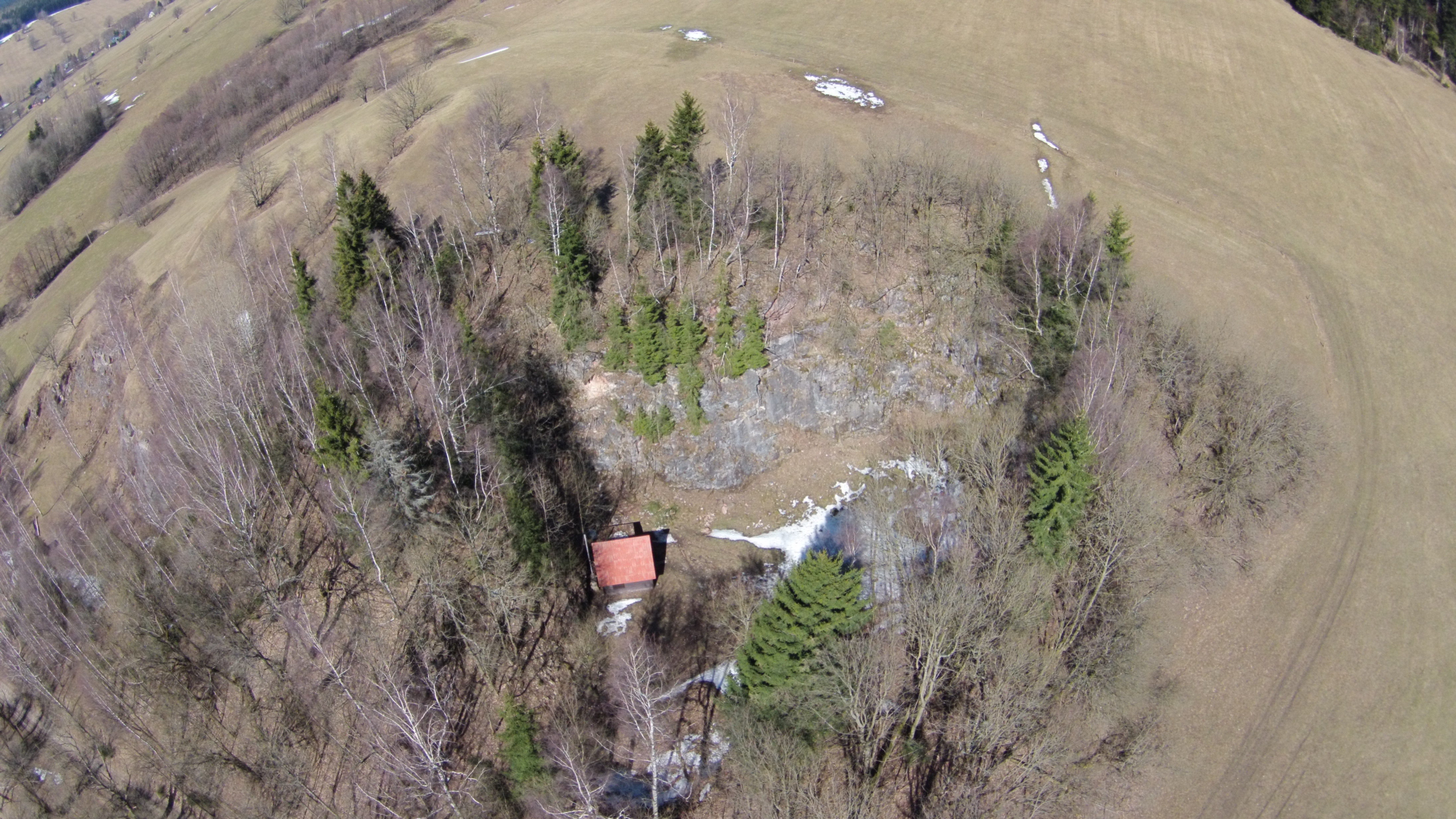
Pohled z výšky
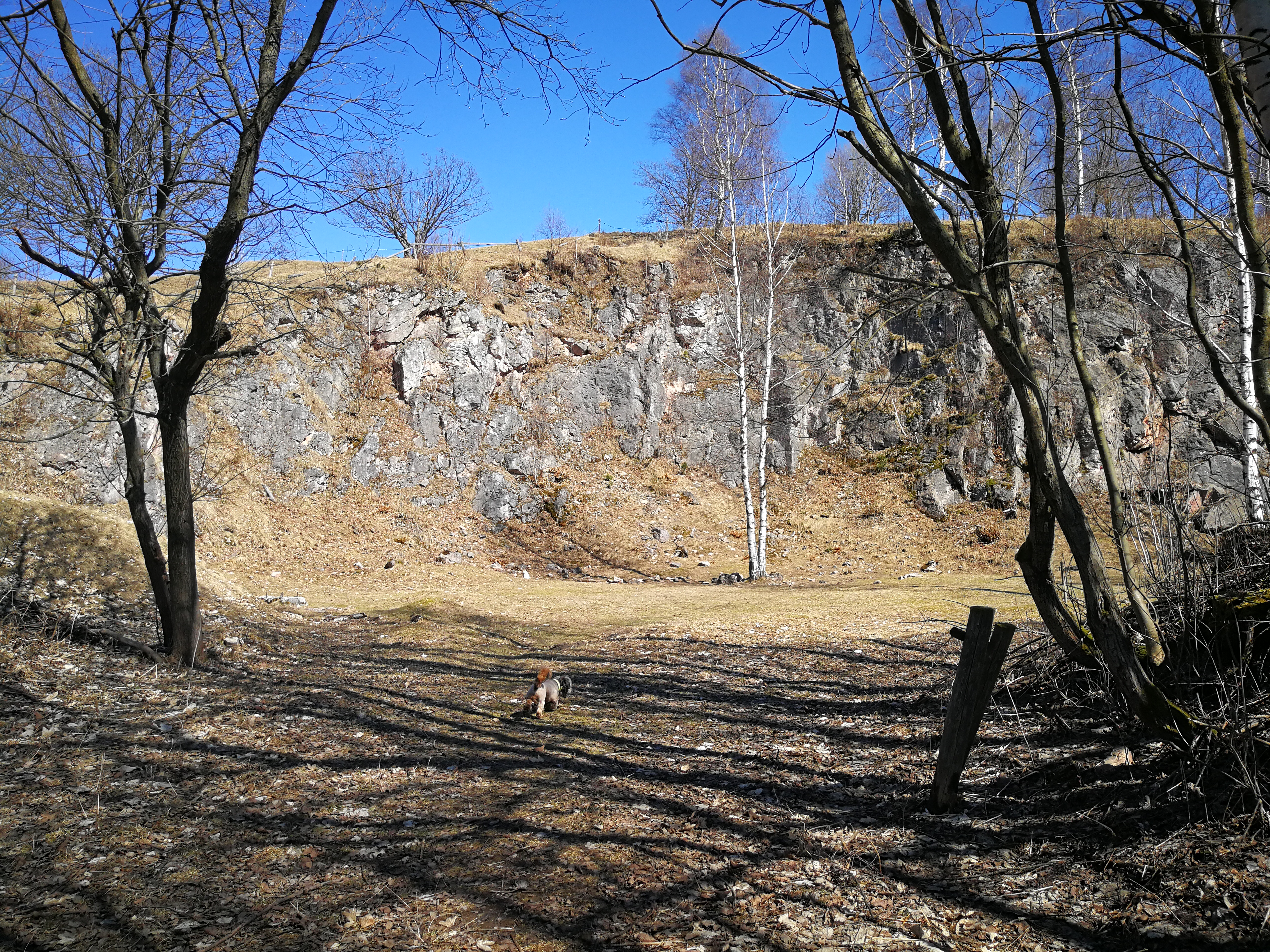
Lom